# Wrays Pérez
Wrays Pérez Ramírez (Cerros de Kampankis, Río Santiago, 18 de abril de 1961) es un líder indígena wampís y defensor ambiental en Perú. 
Fue consejero regional de Amazonas en representación de la provincia de Condorcanqui y de 1997 a 2002 secretario nacional de la Asociación Interétnica de Desarrollo de la Selva Peruana (AIDESEP).
Desde noviembre de 2015 se convirtió en el primer Pámuk  del Gobierno Territorial Autónomo de la Nación Wampís (GTANW) que agrupa 27 comunidades wampís en las regiones de Loreto y Amazonas, cargo que ocupó hasta el 20 de abril de 2021. Con el apoyo del consejo de sabios, lideró la defensa territorial de la nación, de los derechos indígenas y protección de las cuencas hidrográficas frente a la minería ilegal.
El 2017 recibió un galardón otorgado por el Congreso de la República en nombre del GTANW por el destacado papel que su gobierno está teniendo en la defensa del medio ambiente.